# شهرستان چیان
شهرستان چیان (به لاتین: Qian County) یک منطقهٔ مسکونی در چین است که در شیان‌یانگ واقع شده‌است. شهرستان چیان ۱٬۰۰۲٫۷ کیلومتر مربع مساحت و ۵۷۲٬۰۸۸ نفر جمعیت دارد.